# Personaggi di King Kong
La seguente lista è dei personaggi apparsi nei film, sia americani che giapponesi sul gorilla King Kong.

## Film americani

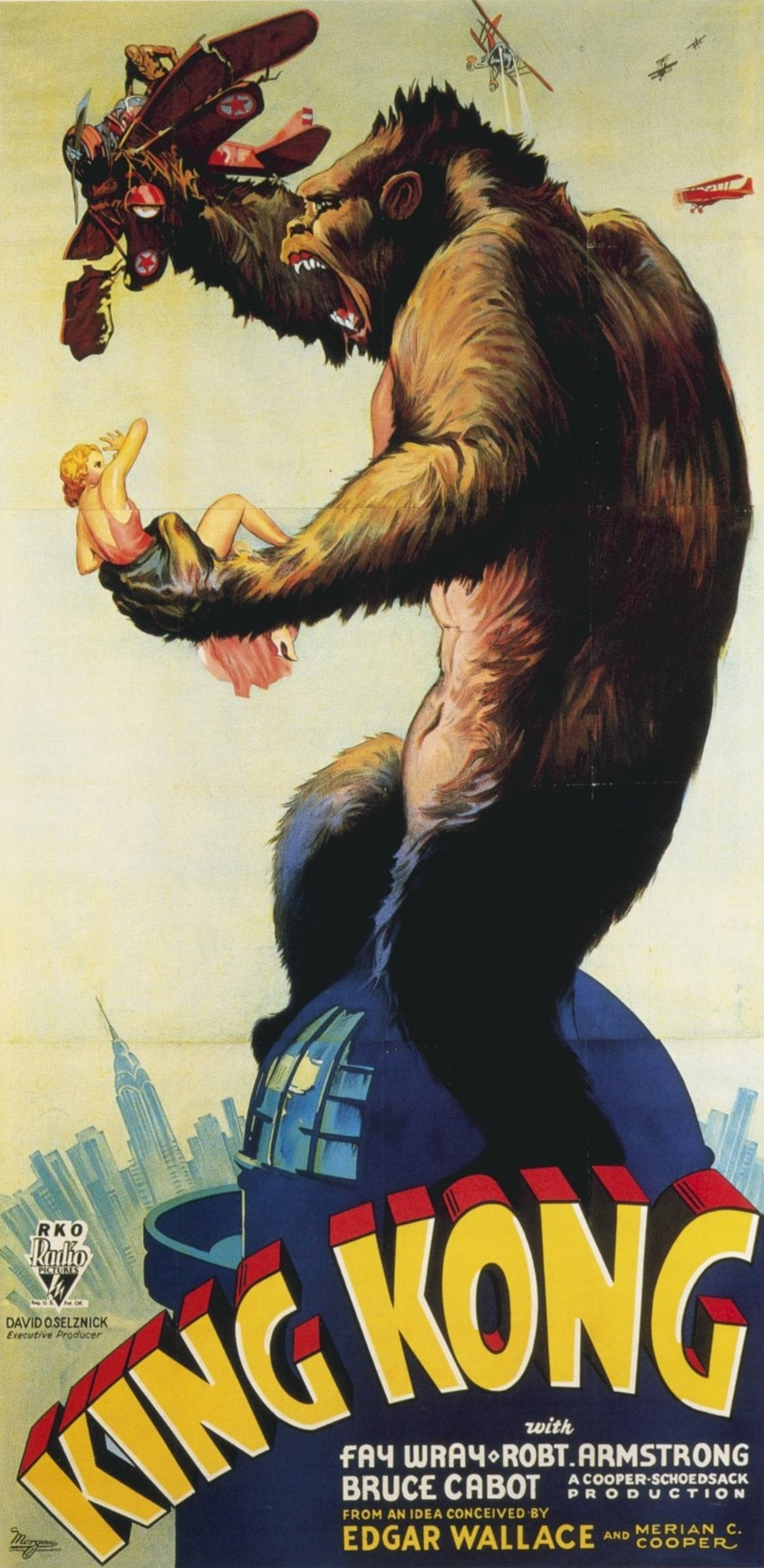
La locandina del film King Kong del 1933, in cui King Kong sta sull'Empire State Building

La seguente lista è dei personaggi dei film americani di King Kong.
- King Kong, 1933
- Il figlio di King Kong, 1933
- King Kong, 1976
- King Kong 2, 1986
- King Kong, 2005
- Kong: Skull Island, 2017

### Ann/Anna/Dwan Darrow/Mason Weaver

#### Biografia
Attrice, che venne scritturata da Denham dopo che lei tentò di rubare una mela.
Nel viaggio in nave, si innamorò di Jack Driscoll (nel romanzo; nei film dopo che avevano attraccato); poco dopo, gli isolani la rapirono e la diedero a Kong. Quindi partì una grande spedizione per salvarla; alla fine, viene salvata da Driscoll e portata, insieme a Kong a New York, in uno spettacolo.
Sfortunatamente, King Kong si ribella e la rapisce, portandola con sé sull'Empire State Bulding, dove viene abbattuto dagli aeroplani.

#### Apparizioni
- King Kong (film 1933)
- King Kong (film 1976), con il nome di Dwan.
- King Kong (film 2005)
- Kong: Skull Island, con il nome di Mason Weaver.
- King Kong (romanzo), col nome di Anna Darrow.

### Fred Wilson/Carlo/Carl Denham/William/Bill Randa
(Un uomo del porto a Weston)

#### Biografia
Famoso regista, trovò Ann mentre rubava una mela.
Fu uno dei comandanti nella spedizione per ritrovarla, e fu l'unico, a parte Driscoll, che si salvò da King Kong.
Tornò indietro, ed iniziò a costituire un gruppo per salvare Jack Driscoll e Ann Darrow.
La sua fu l'ultima battuta nel primo film e nell'ultimo remake:
"Non sono stati gli aeroplani ad uccidere la Bestia. È stata la Bella a sconfiggerla"

#### Apparizioni
- King Kong (film 1933)
- Il figlio di King Kong
- King Kong (film 1976), con il nome di Fred Wilson.

- King Kong (film 2005)
- Kong: Skull Island, con il nome di William "Bill" Randa.
- King Kong (romanzo)

### Jack Driscoll/Prescott/James Conrad

#### Biografia
Primo ufficiale della nave S.S. Adventure o Vagabondo, si innamorò di Ann Darrow e tentò di salvarla insieme al regista Carl Denham.
Fu uno dei due a salvarsi (l'altro era Denham) e fu l'unico a salvare la donna rapita da, prima gli indigeni e poi da Kong.
Dopo che Kong fuggì in città (per via dei flash dei fotografi in uno spettacolo), si nascose con Ann nel suo albergo, ma Kong la rapì nuovamente.

#### Apparizioni
- King Kong (film 1933)
- King Kong (film 1976), con il nome di Jack Prescott.
- King Kong (film 2005)
- Kong: Skull Island, con il nome di James Conrad.
- King Kong (romanzo)

### Capitano Englehorn

#### Biografia
Capitano della nave S.S. Adventure o Vagabondo, sa parlare molte lingue e conosce bene la geografia.
Non è un personaggio molto importante; dopo il ritorno di Denham dalla spedizione per salvare Ann Darrow, si offre volontario, ma viene respinto da Carl.

#### Apparizioni
- King Kong (film 1933)
- Il figlio di King Kong
- King Kong (film 1976)
- King Kong (film 2005)
- King Kong (serie animata)
- King Kong (romanzo)

### Jimmy

#### Biografia
Giovane marinaio della nave, a volte fa strane battute.
Nel romanzo e nel film del '33 porta le bombe ed è un adulto, ultimo a morire per mano di Kong. In quello del 2005 è un orfano, che ha come padre il sig. Hayes; per poco non viene ucciso da King Kong nel finale.

#### Apparizioni
- King Kong (film 1933)
- King Kong (film 2005)
- King Kong (romanzo)

### Lumpy

#### Biografia
Nel film è il cuoco, nel romanzo è un marinaio comunque anziano, con una scimmia di nome Ignazio.
Si offre volontario per trovare Ann, rapita dagli indigeni, ma Denham non glielo permette. Nell'ultimo remake è uno della squadra che deve salvare Ann e muore nella ricerca.

#### Apparizioni
- King Kong (film 2005)
- King Kong (romanzo)

### Sig. Hayes

#### Biografia
Primo ufficiale ed esperto in armi della nave S.S.Venture.
Era una specie di padre per Jimmy, e fu il primo marinaio ad essere ucciso da Kong. Nel videogioco basato sul film muore calpestato da un V-Rex.

#### Apparizioni
- King Kong (film 2005)
- King Kong (romanzo)

### Briggs

#### Biografia
Secondo ufficiale della nave S.S. Adventure, appare nel film del 1933, in cui è interpretato da James Flavin. Non viene ucciso da Kong, infatti lo si vede poco prima che Driscoll appaia.

#### Apparizioni
- King Kong (film 1933)

### Capovillaggio

#### Biografia
Capo del villaggio di Skull Island (Isola del Teschio), è lui a dare l'ordine di rapire Ann. Probabilmente viene ucciso nella strage che Kong attua contro gli indigeni. Nel remake degli anni settanta è travestito da scimmia.

#### Apparizioni
- King Kong (film 1933)
- Il figlio di King Kong
- Il trionfo di King Kong
- King Kong (film 1976)
- King Kong (film 2005)
- Kong: Skull Island
- King Kong (romanzo)

### Stregone
"Damassicassi!Damassicassi!Punia Bas!"
(Le parole dello stregone al capovillaggio. Il capitano della nave la tradurrà così: "dice che hanno contaminato il rito magico")

#### Biografia
È lo stregone del villaggio degli indigeni dell'Isola del Teschio.

#### Apparizioni
- King Kong (film 1933)
- Il figlio di King Kong
- Il trionfo di King Kong
- King Kong (film 1976)
- King Kong (film 2005)
- Kong: Skull Island
- King Kong (romanzo)

## Film giapponesi
La seguente lista è sui film giapponesi di King Kong.

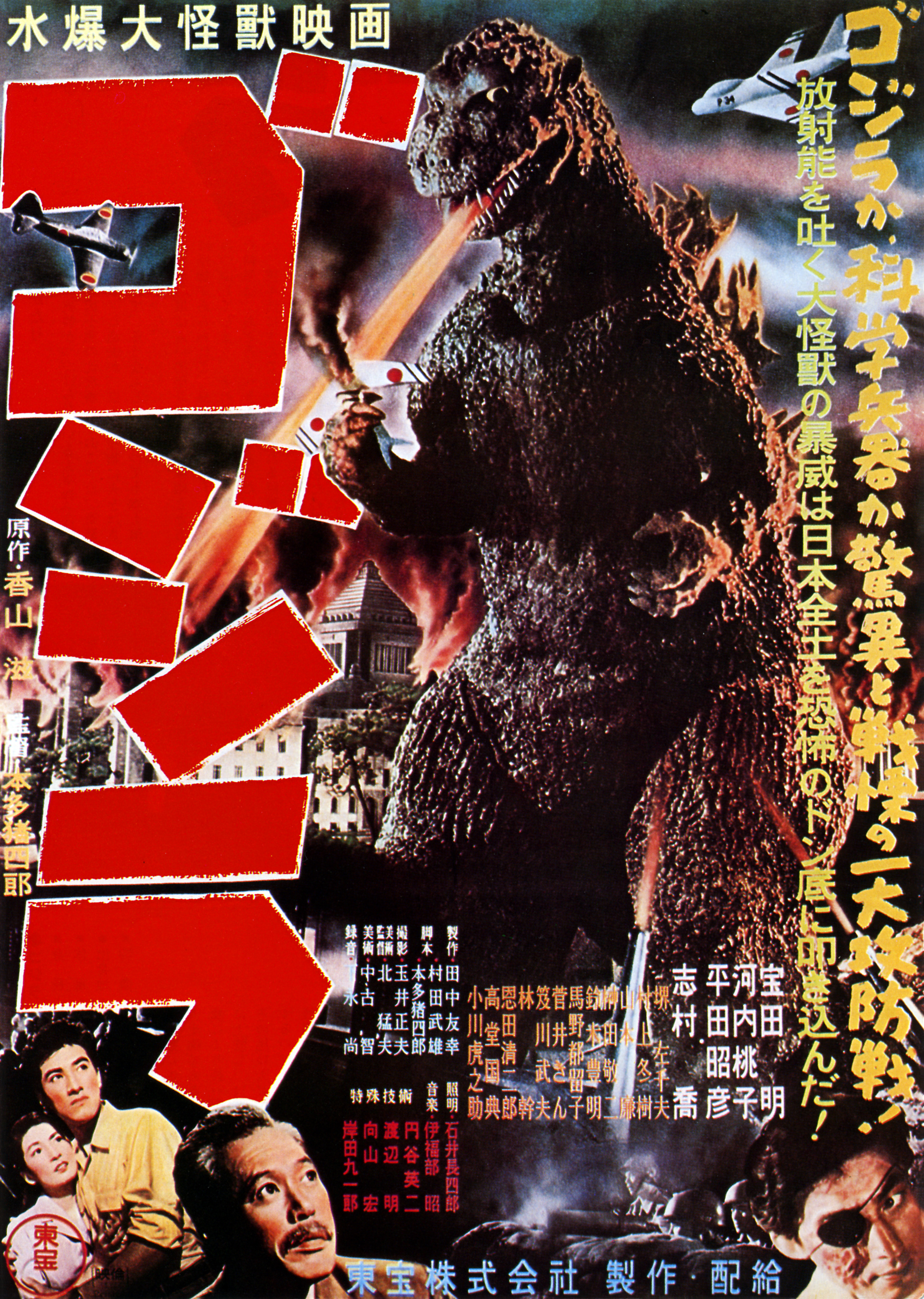
Uno dei nemici più potenti combattuti con successo da King Kong è Godzilla

Sarebbero:
- Wasei Kingu Kongu, film perso, di cui i personaggi sono sconosciuti
- Edo ni Arawareta Kingu Kongu, film perso, di cui i personaggi sono sconosciuti
- Il trionfo di King Kong
- King Kong, il gigante della foresta

### Osamu Sakurai

#### Biografia
Una delle tante persone della ditta del sig.Tako.
È il più coraggioso del gruppo che va a Skull Island (Isola del Teschio).
Lui ha l'idea di come catturare King Kong e lo cattura suonando con i tamburi, dopo che gli hanno messo i sedativo.
Non apparve dopo che Kong venne catturato.

#### Apparizioni
- Il trionfo di King Kong

### Kinosaburo Furue
"Credo che sarà meglio pregare"

(Fumiko Sakurai a Osamu)

#### Biografia
Fa parte del gruppo che va a Skull Island, per ordine del sig.Tako.
Ha molta paura di King Kong e degli indigeni (finché non fecero amicizia dandogli radio e sigarette).
Anche lui, come tutti i protagonisti, la sua ultima apparizione è quando Kong si addormenta.

#### Apparizioni
- Il trionfo di King Kong

### Kazuo Fujita

#### Biografia
Parente di Fumiko e di Osamu Sakurai.
Doveva salire su un aereo, ma lo perse. Sfortunatamente, la sorella Fumiko, scoprĺ che era precipitato e che c'erano 27 sopravvissuti degli imbarcati e 12 dell'equipaggio (quindi 39). L'aereo andava in Okaido, luogo che Godzilla stava attaccando; lui si precipitò a salvarla, ed ebbe successo.
Fujita ebbe inventato delle corde molto resistenti, che furono usate per trasportare King Kong.

#### Apparizioni
- Il trionfo di King Kong

### Fumiko Sakurai

#### Biografia
Moglie di Fujita; per questo lui va nell'Hokkaidō a salvarla. Compare anche in una delle prime scene, in quella della cena.
In seguito, Kong si innamora di lei, e la prende da un tram. Quando Kong viene fatto addormentare con le bacche viene salvata per la seconda volta da Fujita.

#### Apparizioni
- Il trionfo di King Kong

### Sig.Tako
"King Kong!"

"Sig.Tako, se vuole perdere King Kong deve premere ancora di più con la mano. La dinamita si attiva dalla leva che lei preme"

(Colloquio fra Osamu e Tako)

#### Biografia
Capo di Osamu e di Fumiko.
Appena vide Kong impazzì dalla gioia, e, come scritto sulle frasi precedenti, rischiò di ucciderlo. In seguito, il governo gli disse di riportare Kong a Skull Island; dopo una lite, lui stesso fece esplodere la zattera in cui si trovava la bestia, anche se si salvò.
Voleva usare King Kong per le sue serie televisive, in fallimento.
Decise di filmare la prima volta in cui Kong combatteva contro Godzilla, che durò pochi secondi.
Voleva che Kong non morisse nella lotta, come sperato invece dagli altri. Muore durante il combattimento tra Kong e Godzilla. 

#### Apparizioni
- Il trionfo di King Kong

### Generale Masami Shinzo
Comandante della nave su cui i protagonisti arrivano all'isola Faro.
Fa parte della squadra che va alla ricerca di Kong. Rimane ucciso dal polpo Oodako.

#### Apparizioni
- Il trionfo di King Kong

### Carl Nelson
"...prendi sempre le idee degli altri"

(Nelson al nemico, il dottor Who)

#### Biografia
Comandante del sottomarino Explorer, studia Kong da anni; per strani motivi, ha schizzi di un robot simile al mostro studiato.
Dopo un incidente, trova l'isola di King Kong, in cui abita anche un indigeno.
Dopo un'esplorazione, scopre che l'infermiera Susan Watson è stata salvata da Kong, che ha ucciso un Gorosaurus, e in seguito uccide un serpente marino.
Quando ritorna sull'isola, viene rapito dal nemico dottor Who, che lo tortura per sapere informazioni su King Kong. In seguito aiuta l'esercito per salvare Susan, rapita

#### Apparizioni
- King Kong, il gigante della foresta

### Susan Watson

#### Biografia
Unica donna a bordo dell'Explorer, è l'infermiera del sottomarino. Kong, dopo l'incidente, si innamora di lei e la salva dai pericoli dell'isola.
Sa comandare Kong parlandogli, e la fa in diverse occasioni.
Viene rapita, insieme a Carl Nelson e a Jiro Numara, dal dottor Who, che ha già rapito King Kong.
Riesce a scappare, grazie ad un ministro di un paese anonimo, che in seguito venne uccisa da Who.
Poi venne rapita da Mechani-Kong e salvata dall'originale.

#### Apparizioni
- King Kong, il gigante della foresta
- King Kong (serie animata)

### Jiro Numara

#### Biografia
Giapponese imbarcato sull'Explorer. Seguì dappertutto gli altri due protagonisti.
Si stava per sacrificare, in una tortura del dottor Who, in cui lui e Susan stavano a -30°.

#### Apparizioni
- King Kong, il gigante della foresta

### Dottor Who

#### Biografia
"Si, certo, hai ragione tu."

(Il dottor Who all'indigeno)
Per ordine di madame Piranha, sta cercando l'elemento X, usando il robot di King Kong, Mechani-Kong, che si ferma prima di trovarlo.
Fece catturare Kong, e, poco dopo la cattura, uccise l'unico superstite del villaggio che popolava Skull Island, dicendogli:
Ipnotizzò la bestia, ma dopo, si ruppe il congegno che lo ipnotizzava e ordinò al robot di cercarlo.
Uccise anche la sua darice di lavoro, Piranha, dopo che lei si ribellò.
Probabilmente, venne ucciso da Kong, quando distrusse la nave.

#### Apparizioni
- King Kong, il gigante della foresta
- King Kong (serie animata)